# Djurdjura (banda)
Djurdjura  (en árabe: جرجورة‎)‎; es el nombre de un grupo musical, femenino, en idioma cabilio, de Argelia, de música instrumental y vocal folclórica en lenguas bereberes. Fue fundado, en 1979 por Djouhra Abouda (conocida con el nombre artístico de Djura) y producido por Hervé Lacroix. Las cantantes y coristas usan ropas bereberes tradicionales.
Las canciones, escritas por Djura, se basan en poemas de inspiración social, pero también y especialmente feminista. Ha sido marcado por un contexto familiar patriarcal particularmente violento y opresivo.
Por lo tanto, Djura asoció lógicamente al grupo, a sus hermanas Malha y Fatima, pero una trágica disputa familiar las separó. Djura sigue liderando el grupo con otros músicos. Ella describe en su obra autobiográfica "El velo del silencio", publicado en 1987 su historia y la del grupo hasta esa fecha.
Djurdjura es un grupo fundado por una mujer, especie de heroína para muchas jóvenes argelinas. Djura nació en un pueblo cabilio. Rechazada por su madre porque era niña, fue criada por su abuela, que le dio todo el amor que debería haber recibido de su madre. En la década de 1950, el padre de Djura se mudó a Francia con su familia. Ellos vivieron en Belleville. Debido a su participación en el FLN, fue encarcelado. Luego, la joven Djura se hizo cargo de los otros niños de la familia.
Por otro lado, cabe señalar que Djura, a diferencia del resto del grupo, llegó mucho antes a Argelia. Durante la década de 1970, permaneció, incluso, un año en Argelia, para aprender y mejorar el idioma cabilio y dialectos árabes. Así, viajó por todo el país. Esa peregrinación tuvo en ella, una influencia decisiva e incomparable. Sus trabajos rastrean, la imagen y las condiciones de su vida y las de sus compatriotas. En este contexto, dijo en uno de sus primeros capítulos; "¿Cuántas niñas dotadas han renunciado a su vocación para resignarse a un matrimonio forzado? "Padre, no te perdono", dice una de las canciones de Djura. Otra, "tú que me comiste como el trigo blando", o "Si me hubieras dejado crecer, habría elegido algunos de los mejores ... "

## Discografía
Entre los álbumes producidos por el grupo, mencionaremos:

### 1980:«Asirem»
| Pista | Título                  | Duración |
| ----- | ----------------------- | -------- |
| A1    | Igwerdan Ad Ddun Yidi   | 3:30     |
| A2    | Tawerla                 | 5:20     |
| A3    | Macci T-Tarawsa         | 3:30     |
| A4    | Imezyanen               | 6:30     |
| B1    | A Nanna                 | 4:30     |
| B2    | Muh N Muh               | 5:05     |
| B3    | Fsi Net Ak-K Srerset    | 4:10     |
| B4    | Mrehba Yissem A Taqcict | 6:10     |

## Honores
El grupo, es honrado, figurando en el álbum de Alan Stivell Sinfonía celta: Tír na nÓg.